# 6月18日
6月18日是公历一年中的第169天（闰年第170天），离全年结束还有196天。

## 大事记

### 19世紀以前
- 618年：李渊在長安登上皇位，是為唐高祖，建立唐朝。
- 1391年：在昆都尔察河谷大战中，帖木儿的军队在俄罗斯南部战胜了钦察汗国的大军。
- 1429年：英格蘭長弓部隊在帕提戰役中被拉海爾率領的法軍擊潰，重創位於法國中部的英格蘭野戰軍部隊。

### 19世紀
- 1812年：美国总统詹姆斯·麦迪逊以维护航海自由为由对大英帝国正式宣战，1812年战争爆发。
- 1815年：英国和普鲁士等国组成的联军在滑铁卢战役中击败拿破仑一世率领的法国百日王朝军队。
- 1858年：清朝与美国签订不平等条约《中美天津条约》（原称《中美和好條約》）。
- 1858年：英国生物学家查尔斯·达尔文收到同样为博物学家阿尔弗雷德·罗素·华勒斯关于自然选择的手稿，促使达尔文发表自己有关演化论的论文。
- 1876年：蒙特内哥罗向土耳其宣战。
- 1898年：法國巴勒迪克的勒內·沙龍墓被指定為歷史遺蹟。
- 1900年：义和团运动中慈禧太后下令杀死包括各国公使在内的所有外国人。

### 20世紀
- 1923年：中國國民黨和中国共产党決定「合作」。
- 1923年：意大利埃特納火山爆發。
- 1927年：张作霖建立安国军政府自命安国军海陸空大元帥。
- 1928年：中国共产党第六次全国代表大会在苏联莫斯科召开。
- 1940年：前法国国防部次长夏尔·戴高乐在伦敦发表广播讲话，号召法国国民继续抵抗德国的入侵。
- 1941年：中华民国与英国在重庆换文划定中缅边界“一九四一年线”。
- 1942年：美国展開開發原子彈的曼哈顿计划。
- 1949年：中华民国行政院发布卅八穗五字第四八九六号行政院令，是为关闭政策肇始，影响台湾海峡航运三十年。
- 1950年：香港摩星嶺發生秧歌舞事件，一批暫居當地難民營的中國國民黨人士與中共支持者爆發流血衝突，數十人受傷。為免情況惡化，港府夤夜把該批人士急遷到西貢調景嶺。
- 1953年：自由军官领导人穆罕默德·纳吉布宣布埃及废除君主制，并由其担任第一任埃及总统。
- 1958年：英國作曲家班傑明·布瑞頓的獨幕歌劇《挪亞方舟》在奧爾德堡音樂節（英语：Aldeburgh Festival）首演。
- 1960年：美國總統艾森豪出訪臺灣，與時任中華民國總統蔣中正發表聯合公報重申落實《中美共同防禦條約》，為第一位（目前唯一一位）於任內訪問臺灣與訪問中華民國的美國總統。[1]
- 1961年：臺灣鐵路管理局觀光號列車開始行駛，為臺鐵首次行駛優等客車。
- 1966年：文化大革命：北京大学发生“618事件”，学生对“揪出来”的“黑帮”展开了大规模的暴力攻击。大规模的暴力迫害从北京大学兴起并迅速发展到全国。
- 1972年：香港發生六一八雨災，在連場暴雨之下，釀成156死117傷。
- 1972年：英國歐洲航空公司由倫敦希斯路機場飛往比利時布鲁塞尔編號548班機在起飛後不久失事。由於飛機墜毀後油缸爆炸，救援人員難以搶救，機上118人全部罹難。
- 1979年：美國總統吉米·卡特與蘇聯領導人列昂尼德·布里茲涅夫簽署《第二階段戰略武器限制談判》。
- 1981年：F-117夜鷹戰鬥攻擊機首飛，這是第一架採用匿蹤技術設計的作戰飛機。
- 1983年：宇航員萨莉·莱德成為第一位進入太空的美國女性。
- 1987年：範雄就任越南總理
- 1988年：中共中央办公厅发出（1988）16号文件，曾在中国大陆沸沸扬扬的胡风反革命集团案終於得到官方完全平反。
- 1993年：日本眾議院通過對宫泽喜一內閣的「不信任案」。宫泽喜一首相於同日決定解散眾議院並決定提前大選。
- 1997年：中华人民共和国第四个直辖市重庆市正式掛牌。
- 2000年：澳門失業工人示威。
- 2000年：一熱帶低氣壓罕有地在香港岸邊迅速形成，導致香港天文台突然直接發出三號強風信號，被稱為熱帶低氣壓618。

### 21世紀
- 2009年：美國國家航空暨太空總署的月球勘測軌道飛行器順利發射，成為美國10年來首個以月球為目標的太空任務。
- 2012年：美国众议院全票通过一项《排华法案》道歉案，就1882年美国国会制定的这项歧视华人的法案向全体美国华人表示歉意。
- 2013年：長榮航空加入星空聯盟，成為臺灣第二家加盟航空聯盟的航空公司。
- 2014年：西班牙國王胡安·卡洛斯一世簽署退位文件，正式退位。
- 2015年：香港立法會就2017年香港特別行政區行政長官產生辦法進行投票，結果以8票支持，28票反對而未能通過。
- 2018年：日本大阪北部发生里氏6.1地震。
- 2019年，日本山形縣近海發生規模6.8地震。
- 2023年，泰坦號觀光潛水器於北大西洋鐵達尼號殘骸附近失事，5名乘客全數罹難。

## 出生
- 1294年：查理四世，法蘭西國王（1328年逝世）
- 1332年：約翰五世，拜占庭皇帝（1391年逝世）
- 1517年：正親町天皇，日本第106代天皇（1593年逝世）
- 1769年：羅伯特·史都華，卡蘇里子爵，盎格魯-愛爾蘭政治家（1822年逝世）
- 1789年：威廉·羅恩，英國陸軍軍官（1879年逝世）
- 1799年：普罗斯珀·梅尼埃，法國医学家（1862年逝世）
- 1799年：威廉·拉塞爾，英國天文學家（1880年逝世）
- 1823年：赫蘇斯·希門尼斯·薩莫拉，哥斯大黎加政治人物，第4、6任哥斯大黎加總統（1897年逝世）
- 1845年：夏尔·路易·阿方斯·拉韦朗，法國生物学家，1907年诺贝尔生理学或医学奖得主（1922年逝世）
- 1858年：威廉·瑞德菲，美國商人、政治人物（1932年逝世）
- 1861年：劉光第，清末維新派人士，戊戌六君子之一（1898年逝世）
- 1868年：霍爾蒂·米克洛什，匈牙利王國攝政王（1957年逝世）
- 1886年：喬治·馬洛里，英國探險家（1924年逝世）
- 1887年：瓦洛迪·韋伯，瑞典土木工程師、材料學家、應用數學家（1979年逝世）
- 1901年：安娜塔西亞·尼古拉耶芙娜，俄罗斯帝國末代女大公，尼古拉二世之女（1918年逝世）
- 1902年：維陶塔斯·阿蘭塔斯，立陶宛作家、記者、政治思想家（1990年逝世）
- 1914年：谢添，中國演員、導演（2003年逝世）
- 1917年：唐滌生，香港粵劇編劇家（1959年逝世）
- 1918年：傑爾姆·卡爾，美國化學家，1985年諾貝爾化學獎得主（2013年逝世）
- 1924年：乔治·迈肯，美國NBA巨星（2005年逝世）
- 1929年：約爾格·費貝爾，德國指揮家（2022年逝世）
- 1929年：尤尔根·哈贝马斯，德國哲学家
- 1932年：金景福，中國放射性地質學家（2003年逝世）
- 1932年：達德利·赫施巴赫，美國化學家，1986年諾貝爾化學獎得主
- 1934年：橫山光輝，日本漫畫家（2004年逝世）
- 1936年：老巴拉克·歐巴馬，肯亞經濟學家（1982年逝世）
- 1936年：諾羅敦·莫尼列，現任柬埔寨王太后
- 1937年：格扎維埃·勒皮雄，法國地質學家（2025年逝世）
- 1939年：盧·布羅克，美國職業棒球運動員（2020年逝世）
- 1942年：羅傑·埃伯特，美國影評人、劇本作家（2013年逝世）
- 1942年：保罗·麦卡特尼，英国音乐家、创作歌手、樂隊成员
- 1942年：塔博·姆貝基，南非政治人物，第2任南非總統
- 1946年：法比奥·卡佩罗，意大利足球教練
- 1948年：埃利澤·哈爾芬，以色列男子摔跤運動員（1972年逝世）
- 1949年：，波蘭政治人物，前任波蘭總統（2010年逝世）
- 1949年：韓悳洙，韓國政治人物
- 1949年：雅罗斯瓦夫·卡钦斯基，波蘭政治人物，前任波蘭總理
- 1950年：安內莉·埃爾哈特，德國女子田徑運動員（2024年逝世）
- 1950年：迈克·约翰斯，美國政治家，曾任內布拉斯加州州長，現任美國农業部部長
- 1952年：伊莎貝拉·羅塞里尼，意大利超級名模
- 1952年：李秀滿，韓國企業家、製作人，SM娱樂創辦人
- 1957年：方伊琪，香港歌手
- 1958年：苗僑偉，香港演員
- 1960年：高天民，臺灣罪犯，白曉燕命案的共犯之一（1997年逝世）
- 1961年：趙傳，台灣歌手
- 1961年：宗薩蔣揚欽哲仁波切，不丹藏傳佛教喇嘛
- 1962年：三澤光晴，日本職業摔角選手（2009年逝世）
- 1963年：吉住涉，日本漫畫家
- 1963年：魯門·拉德夫，保加利亞政治人物，現任保加利亞總統
- 1964年：烏代·海珊，伊拉克前總統薩達姆·侯賽因的長子（2003年逝世）
- 1964年：楊逸，中國裔日本小說家
- 1968年：曾田正人，日本漫畫家
- 1970年：欧阳文风，马来西亚旅美华裔作家、社会学教授、牧师、同志权利活动人士
- 1971年：安迪·奧格斯，美國政治人物
- 1973年：嘉數由美，日本女性聲優
- 1974年：細川直美，日本女演員
- 1975年：池田晶子，日本女性動畫師、人物設計師（2019年逝世）
- 1976年：新垣樽助，日本男性聲優
- 1977年：卡娅·卡拉斯，愛沙尼亞政治人物，第19任愛沙尼亞總理
- 1978年：王励勤，中國乒乓球运动员
- 1979年：小林由美子，日本女性聲優
- 1979年：王菀之，香港創作歌手
- 1981年：陳嘉樺，台灣女歌手、演員、主持人、女子團體S.H.E成員
- 1981年：梁政珏，香港女演員
- 1982年：林融浩，台灣男演員
- 1982年：馬尔科·博列洛，意大利足球運動員
- 1983年：金史熙，韓國女演員
- 1983年：王尹平，台灣女藝人
- 1983年：後藤理沙，日本女演員
- 1984年：辻步美，日本女性聲優
- 1986年：康茵茵，台灣女藝人
- 1986年：理察·麥登，英國男演員
- 1986年：里夏爾·加斯凱，法国職業网球運動員
- 1987年：區諾軒，香港政治人物
- 1988年：唐尚珺，中国網絡紅人，因其连续多年参加高考而知名
- 1988年：白寶藍，韓國女子偶像團體Crayon Pop隊長
- 1990年：谷村美月，日本女演員
- 1990年：王灝兒，香港女歌手
- 1991年：柯震東，台灣男演員
- 1992年：Shownu，韓國男子偶像團體MONSTA X隊長
- 1992年：廖國豪，台灣少年殺手，犯下槍殺翁奇楠命案
- 1993年：中塚智實，日本女子偶像團體AKB48成員
- 1994年：鞠婧禕，中國女子偶像團體SNH48成员
- 1995年：M.A.T.H，台灣歌手、音樂製作人
- 1995年：蔡寶欣，香港女演員、模特兒，綽號「肥面龐妮」
- 1995年：松村北斗，日本男歌手、演員
- 1996年：三吉彩花，日本女演員、模特兒
- 1997年：張雪迎，中國女演員
- 1999年：Arin，韓國女子偶像團體Oh My Girl成員
- 1999年：泰瑞皮·雷德，美國饒舌歌手、詞曲作家
- 2001年：矢吹奈子，日本女子偶像團體HKT48成員、韓國女子偶像團體前IZ*ONE成員
- 2002年：蔣舒婷，中國女子偶像團體SNH48成員
- 2003年：阿里雷薩·菲魯茲雅，伊朗裔法國西洋棋特級大師
- 生年不詳：善養寺恭平，日本男性聲優

## 逝世
- 741年：利奥三世，东罗马帝国君主（675年出生）
- 1234年：仲恭天皇，日本第85代天皇（1218年出生）
- 1408年：朝鮮太祖李成桂，朝鲜王朝開國君主（1335年出生）
- 1464年：羅希爾·范德魏登，尼德蘭畫家（1399年/1400年出生）
- 1650年：克里斯多夫·沙伊纳，日耳曼天文学家、神父（1573年出生）
- 1842年：托拜厄斯·哈斯林格，奧地利作曲家、音樂出版商（1787年出生）
- 1916年：赫爾穆特·約翰內斯·路德維希·馮·毛奇，德國軍事家，曾任德國參謀部長（1848年出生）
- 1922年：雅各布斯·卡普坦，荷兰天文学家（1851年出生）
- 1928年：羅爾德·阿蒙森，挪威極地探險家（1872年出生）
- 1933年：杨杏佛，中国社会活动家（1893年出生）
- 1935年：瞿秋白，中国共产党早期领导人、中國文學家、翻譯家（1899年出生）
- 1936年：马克西姆·高尔基，苏联作家（1868年出生）
- 1950年：陳儀，中華民國軍事家、政治家（1883年出生）
- 1953年：勒內·豐克，法國王牌飛行員、民族英雄（1894年出生）
- 1974年：，蘇聯軍事家，蘇聯元帥（1896年出生）
- 1980年：卡齊米日·庫拉托夫斯基，波蘭數學家（1896年出生）
- 2005年：沈祖海，中國建築師（1926年出生）
- 2006年：文森特·謝爾曼（英语：Vincent Sherman），美国導演（1906年出生）
- 2008年：神户美雪，日本演員（1984年出生）
- 2010年：若泽·萨拉马戈，葡萄牙作家、1998年诺贝尔文学奖得主（1922年出生）
- 2014年：斯蒂芬妮·克沃勒克，波蘭裔美國化學家（1923年出生）
- 2015年：立壁和也，日本男演員、聲優（1934年出生）
- 2017年：唐杰忠，中国相声、影视演员（1932年出生）
- 2018年：XXXTentacion，美國說唱歌手（1998年出生）
- 2019年：瑪麗亞·朱塞帕·羅布奇，義大利超級人瑞（1903年出生）
- 2020年：安蘭莊，臺灣女性書法家（1959年出生）
- 2023年：萬沙浪，臺灣男歌手（1949年出生）
- 2023年：泰坦號潛水器事件罹難者：
  - 斯托克頓·拉什，美國企業家，海洋之門聯合創始人兼執行長（1962年出生）
  - 哈米什·哈丁，英國商人、飛行員、探險家（1964年出生）
  - 沙赫扎達·達伍德，巴基斯坦-英國企業家、投資家、慈善家（1975年出生）
- 2024年：威利·梅斯，美國職業棒球運動員（1931年出生）
- 2024年：阿努克·艾梅，法國女演員（1932年出生）

## 节假日和习俗
- 世界壽司日[2]
- 自閉症驕傲日（英语：Autistic Pride Day）
- 可持續美食烹調日[3]
- 塞舌尔憲法日
- 英国滑鐵盧日
- 柬埔寨皇后誕辰